# Castillo Modrý Kameň
El Castillo Modrý Kameň (en español-la piedra azul) empezó desarrollarse después del año 1658, cuando recibió los derechos penales de emperador Leopold II. Bruscamente empezaron desarrollarse los oficios y la vida en el pueblo era ágil y activa. Su carácter del siglo XVI determinaron los vinicultores, comerciantes, labriegos y leñadores. Fue también el lugar de peregrinación.

## El Castillo Modrý Kameň

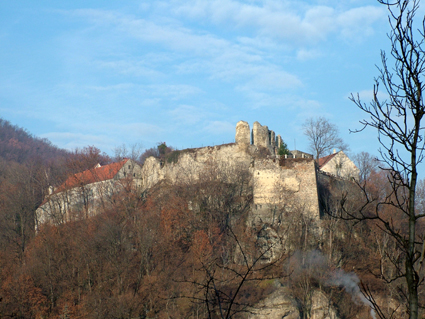
Se puede apreciar el castillo en sus inicios.

El castillo Piedra azul es gótico, renacimiento que tiene su origen ya de segunda mitad del siglo XII que está situado en región de Banská Bystrica en Veľký Krtíš y está construido encima de ciudad homónimo en aproximadamente 315 metros sobre el nivel del mar . Parte de conjunta de castillo es también palacio barroco que fue construido ya después de unos décadas. Ahora es castillo junto con patio (donde pertenece también por ejemplo jardín, puente, capilla de castillo, edificio agronómico si foso) registrado como recuerdo nacional cultural.

## Los siglosXII–XIII
Este castillo empezaron a construir en el año 1137 y las menciones escritas más antiguas son de los años 1278 y 1290. En la mención escrita del año 1285 se menciona el propietario y también el constructor supuesto del castillo - Peter Forró. Después de su muerte el castillo lo heredaron sus hijos de Kazimír de rama bíňska de Huntovci-Poznanovci. Pero en año 1290 lo conquistaron de nuevo los hermanos de Peter, fundadores del linaje de Balašovci. Su posesión del castillo la interrumpió Matúš Čák Trenčiansky, pero después de su muerte el castillo paso de nuevo a ser propiedad de Balašovci. El castillo fue durante muchos siglos propiedad de la familia nobiliaria de Balašovci, la cual lo poseyó hasta el siglo XIX. El aspecto del castillo fue cambiado varias veces a consecuencia de varias reconstrucciones y adaptaciones. La primera reparación del castillo fue en los años 1609 hasta 1612, cuando obtuvo el aspecto de Renacimiento. Por razón fue eso en el año 1576 ( algunos fuentes mencionan el año 1575) el castillo ocuparían los Turcos, que lo salieron en el año 1593, y ellos destruyeron el castillo. En esa reconstrucción del castillo surgieron y también las llanuras de artillería. En el tiempo de NWM en el principio de siglo XVII el propietario de castillo Žigmund Balaša optó a función del príncipe de Sedmohrad y para este propósito no vaciló en aliarse también con los Turcos.

## Los siglosXVI–XVII

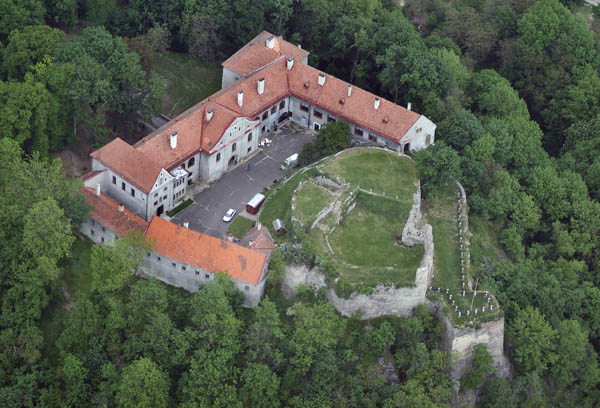
El Castillo en el

Por eso el castillo en el año 1616 conquistó ejército real y Žigmund estaba prisionero. En marco de invasión conquistador era el castillo repetidamente atacado por los Turcos en el año 1659. En el año 1683 el castillo lo conquistó el ejército insurgente de Imrich Tököli. El castillo estaba dañado notablemente, ese daño los propietarios ya no lo restauraron. En la primera mitad de siglo XVII construyó el propietario de entonces Gabriel Balaša en los cimientos destruidos más viejos el palacio extenso barroco que sin embargo estaba construido sólo en el patio bajo de castillo; el parte de encima de castillo no llegó a restauración y esos espacios se aprovecharon como el jardín que también pertenece entre los monumentos nacionales culturales.

## ElsigloXIX–XX
Después construyen capilla de santa Ana. En los ss. XIX y XX castillo cambió su dueño varias veces. En el aňo 1813 Forgáč obtuvo castillo de Balašovci. Después contar Károly estaba dueño de castillo. La última dueña de castillo estaba hija de Károly, Gabriela Almášiová. Ella vendió el castillo al estado, en el aňo 1923. Desde 1991 está en el castillo Museo de Culturas Puppet y Juguetes de Museo Nacional Eslovaco. Es el único de su tipo en Eslovaquia.